# Банчук Микола Васильович
Микола Васильович Банчук (нар. 22 вересня 1959, село Михалкове, Сокирянський район, Чернівецька область) — український прокурор. Заступник Генерального прокурора України. Державний радник юстиції 2 класу.

## Освіта
В 1977 році закінчив Михалківську середню школу.
З листопада 1977 року по листопад 1979 року проходив службу у лавах Збройних сил.
У 1981—1986 роках навчався на юридичному факультеті Київського державного університету.

## Трудова діяльність
Трудову діяльність розпочав з березня 1980 року.
Свою роботу в органах прокуратури розпочав слідчим прокуратури Сокирянського району Чернівецької області.
У 1988—1996 роках працював у прокуратурі Чернівецької області на посадах: слідчого прокуратури Заставнівського району, старшого слідчого, слідчого з особливо важливих справ прокуратури міста Чернівці, слідчого з особливо важливих справ прокуратури Чернівецької області.
З грудня 1996 року по травень 1997 року — слідчий в особливо важливих справах відділу розслідування кримінальних справ у сфері економіки управління по розслідуванню особливо важливих справ Головного слідчого управління Генеральної прокуратури України.
З травня 1997 року по червень 1999 року очолював прокуратуру міста Чернівці.
З червня 1999 року по січень 2000 року працював заступником прокурора м. Києва.
З січня 2000 року по січень 2005 року очолював прокуратуру Херсонської області.
З січня 2005 року по листопад 2010 року перебував на державній службі на посаді директора Департаменту кадрової політики, освіти і науки Міністерства охорони здоров'я України. Навчався в докторантурі Національної академії державного управління при Президентові України.
З листопада 2010 року по лютий 2014 року — заступник начальника Головного управління представництва в суді, захисту інтересів громадян та держави при виконанні судових рішень Генеральної прокуратури України.
Наказом Генерального прокурора України від 25 лютого 2014 року Банчука Миколу Васильовича призначено заступником Генерального прокурора України та затверджено членом колегії Генеральної прокуратури України.
З 7 липня 2014 р. — старший помічник Генерального прокурора України з особливих доручень Апарату Генерального прокурора України.
27 грудня 2019 р. — звільнений з посади старшого помічника Генпрокурора України з особливих доручень Апарату ГПУ за власним бажанням.
З червня 2019 р. по липень 2022 р. — радник Голови Служби безпеки України на громадських засадах.
На даний час — здійснює приватну адвокатську діяльність.

## Сім'я
Одружений, має сина.

## Звання
- «Заслужений юрист України» (2007)[3]
- Кандидат політичних наук
- почесний професор Тернопільського державного медичного університету імені І. Я. Горбачевського[4]
- професор Національної академії Генеральної прокуратури України

## Нагороди
- орден «За заслуги» III ступеня (2010)[5]
- Орден Данила Галицького (23.08.2021) — за вагомий особистий внесок у зміцнення обороноздатності Української держави, мужність, виявлену під час бойових дій, зразкове виконання службового обов'язку та з нагоди Дня Незалежності України[6]
- нагрудні знаки «Почесний працівник прокуратури», «Подяка за сумлінну службу в органах прокуратури» І ступеня, «За сумлінну службу в органах прокуратури» (нагороджений наказом Генерального прокурора України)